# 5 mars 1947
Le mercredi 5 mars 1947 est le 64e jour de l'année 1947.

## Naissances
- Ottis Toole (mort le 15 septembre 1996),
- Nobuhiko Hasegawa (mort le 7 novembre 2005), pongiste japonais
- Joëlle Boucher, illustratrice française
- Zdeněk Douša, joueur tchécoslovaque
- Eddie Hodges, acteur et chanteur américain
- John Kitzhaber, homme politique américain
- Gérard Nicoud, dirigeant syndical français
- Kent Tekulve, lanceur de baseball américain
- Monique Thomassettie, femme de lettres belge

## Décès
- Alfredo Casella (né le 25 juillet 1883), compositeur, chef d'orchestre et pianiste italien
- Benjamin Blumenfeld (né le 24 mai 1884), joueur d'échecs biélorusse

## Autres événements
- Sortie américaine du film Boomerang !
- Sortie française du film Le Bataillon du ciel
- Sortie du film La Nuit de Sybille
- Sortie française du film La Dame de Haut-le-Bois